# 니시토쿄시립 다나시 소학교

니시토쿄시립 다나시 소학교(西東京市立田無小学校)는 일본 도쿄 다나시정(田無町)에 있는 공립 소학교이다.